# Yusuf al-Qaradawi

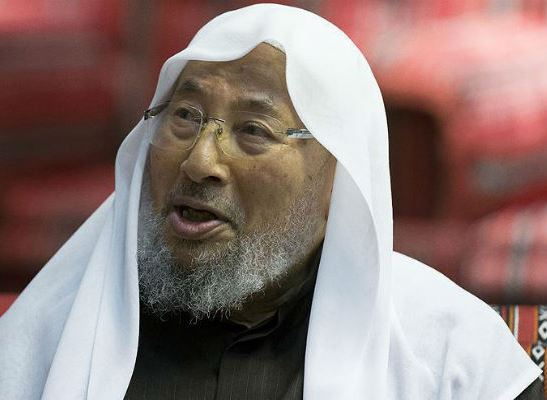
Yusuf al-Qaradawi im Januar 2018

Yūsuf ʿAbdallāh al-Qaradāwī (arabisch يوسف عبد الله القرضاوي, DMG Yūsuf ʿAbdallāh al-Qaraḍāwī), auch Jussuf al-Karadawi (* 9. September 1926 in Saft Turab, Königreich Ägypten; † 26. September 2022 in Doha, Katar) war ein islamischer Rechtsgelehrter, Multifunktionär, Fernsehprediger und Autor. Al-Qaradāwī lebte seit 1961 in Katar und hatte die katarische Staatsbürgerschaft erhalten. Al-Qaradāwīs Predigten, die in der Regel über den rein persönlich-spirituellen Bereich hinausgingen und Anspruch auf politisch-gesellschaftliche Relevanz erhoben, erreichten durch seine regelmäßige Sendung aš-Šarīʿa wa-l-Ḥayāt („Die Scharia und das Leben“) im katarischen Fernsehsender Al Jazeera bis zu 60 Millionen Zuschauer in der arabisch-islamischen Welt. Er galt als religiöser Anführer der Muslimbruderschaft. Zahlreiche Kritiker, darunter anerkannte muslimische Intellektuelle, warfen al-Qaradāwī vor, seine mediale Präsenz – durch die er gleichsam als „globaler Mufti“ wirkte – zu missbrauchen und durch seine Predigten den Islamismus und islamischen Terrorismus zu fördern.

## Lebensweg

### Studium und politisches Engagement in Ägypten

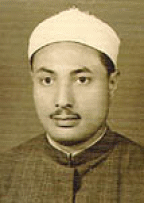
Yusuf al-Qaradawi als junger Mann

Yūsuf al-Qaradāwī wuchs in einem kleinen Dorf im Nildelta auf. Sein Vater verstarb, als al-Qaradāwī selbst noch ein Kleinkind war. Infolgedessen wuchs er bei einem Onkel väterlicherseits, einem landwirtschaftlichen Pächter, auf. Er besuchte zunächst das Institut der Azhar-Universität in Tanta. 1941, während seines ersten Studienjahrs in Tanta, hörte erstmals eine Predigt von Hasan al-Bannā, dem Begründer der Muslimbruderschaft und war davon sehr beeindruckt. Seine weitere islamische Ausbildung erhielt al-Qaradāwī am Hauptsitz der Universität in Kairo. Er war ein leistungsstarker Student und schloss an der Spitze seines Jahrgangs ab. Al-Qaradāwī trat 1944 selbst der Organisation bei und gründete 1946 eine Sektion für diejenigen Mitglieder der Muslimbruderschaft, die gleichzeitig Studenten der Azhar waren. Durch seine Involvierung in die Hochschulpolitik wurde al-Qaradāwī bereits 1948 zum ersten Mal inhaftiert. Während der Haft schrieb er das Drama „Ein Gelehrter und ein Tyrann“ (ʿĀlim  wa-Ṭāghiya), das sich mit der Rolle des muslimischen Gelehrten Saʿīd ibn Dschubair (hingerichtet 712) im Widerstand gegen den tyrannischen Statthalter al-Haddschādsch ibn Yūsuf befasst.
Al-Qaradāwī wurde danach noch zwei Mal aufgrund seiner Mitgliedschaft in der Muslimbruderschaft inhaftiert, 1954 bis 1956 und 1962. 1959 erhielt er ein Predigtverbot. Als er 1962 aus dem Gefängnis kam, wurde er nach Katar geschickt, um dort das Zentrum der Azhar-Universität aufzubauen.

### Akademische Tätigkeit und öffentliches Wirken in Katar
In Katar gründete al-Qaradāwī die Abteilung für Islamische Studien an der Pädagogischen Hochschule und die Fakultät für Scharia der Universität von Katar. 1973 verteidigte er seine Dissertation über die Rolle der Zakāt bei der Lösung sozialer Probleme. Im Jahre 1970 richtete al-Qaradāwī erstmals eine eigene Sendung im Katarischen Staatsfernsehen aus. 1977 gründete er in Katar das Zentrum für Sira- und Sunna-Forschung. Mitte der 1990er Jahre mischte er sich in die Angelegenheiten der Muslimbruderschaft in Ägypten ein, indem er seine Unterstützung für die jungen Muslimbrüder kundtat, die gegen den Willen ihrer Führung die Al-Wasat-Partei gründeten. Seit 1997 hat al-Qaradāwī eine eigene Scharia-Sendung im Fernsehkanal Al Jazeera „Die Scharia und das Leben“ (aš-šarīʿa wal-ḥayāt). Dadurch nahm seine Medienpräsenz stark zu. Im Internet war Qaradawi an dem Internetportal IslamOnline.net inhaltlich und finanziell beteiligt.

### Internationalisierung seiner Aktivitäten

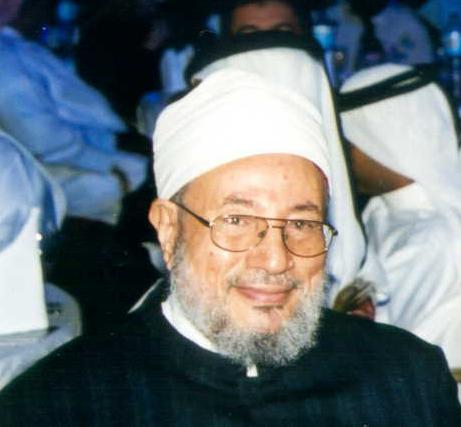
Yusuf al-Qaradawi im Jahr 2006

Im Jahre 1997 gründete al-Qaradāwī zusammen mit anderen muslimischen Gelehrten den Europäischen Rat für Fatwa und Forschung (ECFR), der sich um die Anwendung islamischer Normen auf europäische Verhältnisse bemüht. Als Vorsitzender dieses Gremiums beeinflusst er seither stark dessen einstimmig beschlossene Fatwas. 1999 behauptete al-Qaradāwī, dass er aus der Muslimbruderschaft ausgetreten sei, „weil er das Eigentum aller Muslime sei, nicht nur der Muslimbrüder“.
2001 wurde al-Qaradāwī Leiter der Union of Good („Bund des Guten“, arabisch ائتلاف الخير i'tilāf al-Chair), eines neu gegründeten Dachverbandes von fünfzig Organisationen zur Finanzierung der Palästinenser-Organisation Hamas. Nach dem Tod des Führers der Muslimbruderschaft Mamoun al-Hudaibi wurde diese Position im Januar 2004 al-Qaradāwī angeboten worden sein, doch lehnte dieser ab. Noch im gleichen Jahr gründete al-Qaradāwī in London die Internationale Union muslimischer Gelehrter.
Gleichzeitig nahm auch die internationale Kritik an al-Qaradāwī zu. Im Oktober 2004 wurde ihm in einer Unterschriftenaktion von 2500 muslimischen Intellektuellen aus 23 Ländern gegen muslimische Hassprediger vorgeworfen, den Terrorismus religiös zu bemänteln und den Islam in ein schlechtes Licht zu rücken. Internationale Empörung rief al-Qaradāwī hervor, als er 2006 während des Karikaturenstreits zu einem muslimischen „Tag des Zorns“ und zum Boykott dänischer Importe aufrief.
Da al-Qaradāwī als Unterstützer des islamischen Terrorismus betrachtet wurde, wurden in einigen Ländern Einreiseverbote für ihn verhängt, so schon 1999 in den USA. Die von ihm geleitete Vereinigung Union of Good wurde im November 2008 in der Executive Order 13224 des US-Finanzministeriums als Organisation zur Unterstützung des Terrorismus gelistet. Aus Anlass einer wiederholten Visumsverweigerung für al-Qaradawi durch die irischen Behörden Anfang August 2011 erklärte sich der Geschäftsführer der größten islamischen Organisation Irlands, des Islamic Cultural Centre of Ireland (ICCI), mit dem Gelehrten solidarisch – dessen Ansichten stünden in voller Übereinstimmung mit der islamischen Lehre, sie seien daher keineswegs eine Verletzung derselben.

### Positionierung während des „Arabischen Frühlings“
Während des sogenannten Arabischen Frühlings positionierte sich al-Qaradāwī mehrfach lautstark zu politischen Fragen. Während der ägyptische Großmufti ʿAlī Dschumʿa und andere religiöse Autoritäten in Fatwas auf quietistische Traditionen der islamischen Rechtstradition beriefen, die zu Gehorsam gegenüber ungerechten Herrschern aufrufen, solange diese nicht öffentlich Apostasie begehen, versuchten al-Qaradawi und seine Unterstützer von der Internationalen Union muslimischer Gelehrter, eine neue Form der islamischen Jurisprudenz zu entwickeln, die sie provokativ „Jurisprudenz der Revolution“ (fiqh aṯ-ṯaura) nannten. Al-Qaradāwī begründete die Notwendigkeit einer solchen Jurisprudenz mit historischen Beispielen von ʿUlamā', die Aufstände angeführt hatten.
Am 29. Januar 2011 rief al-Qaradāwī in einer von al-Jazeera ausgestrahlten Fernsehansprache den ägyptischen Staatspräsident Husni Mubarak auf, das Land zu verlassen. Am 18. Februar 2011, dem ersten Freitag nach Mubaraks Rücktritt, trat er erstmals nach dreißig Jahren unter strengen Sicherheitsvorkehrungen in Kairo vor die Öffentlichkeit. Er leitete das Freitagsgebet und richtete die Freitagspredigt auf dem Tahrīr-Platz an rund eine Million Zuhörer, die anschließend den Rücktritt aller Mitglieder der gestürzten Regierung mit folgendem Spruch forderten: „Ḥusnī ḫaraǧ mini l-qaṣr / leh aʿwānu(h) bi-yaḥkumū Maṣr“ (Ḥusnī verließ den [Präsidenten]palast / warum herrschen seine Mitläufer über Ägypten?).
Wiederholt äußerte sich al-Qaradawi öffentlich in Ägypten im Verlauf und nach der Revolution 2011 zu innenpolitischen und zu Rechts- und Verfassungsfragen. Im Fernsehsender „Al-Nahhar TV“ vertrat er im Januar 2012 die Auffassung, die Scharia solle „schrittweise in Ägypten eingeführt“ und „ein Abhacken der Hand nicht in den ersten fünf Jahren (nach der Revolution) als Strafe eingeführt werden“.
Angesichts der Gewaltakte der libyschen Regierung gegen die Demonstranten im Aufstand in Libyen 2011 durch Einsatz der Streitkräfte und der Luftwaffe gab al-Qaradawi im Fernsehsender Al Jazeera am 21. Februar 2011 offiziell eine Fatwa, in der er Offiziere und Soldaten zur Ermordung von Muammar al-Gaddafi aufrief. Er begründete seine Fatwa sowohl mit dem Koran als auch mit einem auf den Propheten Mohammed zurückgeführten Hadith:
- Und wenn einer einen Gläubigen vorsätzlich tötet, ist die Hölle sein Lohn, dass er (ewig) darin weile. Und Gott ist (?) zornig auf ihn und hat (?) ihn verflucht, und er hat (im Jenseits) eine gewaltige Strafe für ihn bereit. englisch (Sure 4, Vers 93)
- „Der Prophet sprach: Der Weltuntergang wiegt bei Gott nicht so schwer wie die widerrechtliche Tötung eines Gläubigen“ (Ibn Madscha: Kitāb ad-diyāt, 1).[25]

Am 7. Februar 2012 veröffentlichte al-Qaradāwī zusammen mit seinen IUMS-Kollegen eine Fatwa, in der sie ihre explizite Unterstützung für den bewaffneten Aufstand in Syrien zum Ausdruck brachten. In einer Rede im Oktober 2012 erklärte er Russland zum „größten Feind der arabischen und der muslimischen Welt“ wegen dessen Unterstützung des syrischen Regimes unter Baschar al-Assad im Kampf gegen die Aufständischen. Im Juni 2013 forderte er sunnitische Muslime auf zum bewaffneten Kampf gegen das alawitische Regime Assads und seine schiitischen Verbündeten aus dem Libanon, Hisbollah.
Als 2013 Proteste gegen Mohammed Mursi ausbrachen, bestand al-Qaradāwīs Antwort daraus, dass er die Teilnehmer an den Protesten als vom alten Regime angeheuerte Gangster abqualifizierte. Den Militärputsch am 3. Juli verurteilte er öffentlich aufs Schärfste. Im November 2017 setzten Ägypten, Saudi-Arabien, die Vereinigten Arabischen Emirate und Bahrein die Gelehrten der „Union“ auf ihre Terrorliste.

## Publikationen
Qaradawi ist ein äußerst produktiver Autor, der im Lauf von 50 Jahren eine große Zahl von Traktaten, Studien und Fatwas zu den verschiedensten Fragen des gesellschaftlichen, politischen und religiösen Lebens veröffentlicht hat.

### „Das Erlaubte und das Verbotene im Islam“
Als sein einflussreichstes Werk gilt „Das Erlaubte und das Verbotene im Islam“ (al-Ḥalāl wa-l-Ḥarām fī l-Islām), das zuerst im Jahre 1960 erschien und seither in 30 Auflagen publiziert und in zahlreiche Sprachen übersetzt wurde. Ahmad von Denffer übersetzte das Werk 1989 ins Deutsche.
Bei dem Werk handelt es sich nicht um Fachliteratur für Religionsgelehrte, sondern um eine Art Rechtskompendium für Laien. In Österreich wurde „Das Erlaubte und das Verbotene im Islam“ jahrelang auf der Grundlage eines Empfehlungsschreibens des Obersten Rats der Islamischen Glaubensgemeinschaft in Österreich vom 10. Mai 1990 im islamischen Religionsunterricht an Schulen verwandt. Das Buch wird bis heute in Deutschland teilweise über Moscheevereine und islamische Buchhandlungen vertrieben. Durch dieses Buch ist Qaradawi in Deutschland für viele – besonders junge – orthodoxe Muslime und ihre Organisationen eine Leitfigur: „So wird häufig auf seine Positionen und sein Buch Erlaubtes und Verbotenes im Islam verwiesen, wenn es darum geht, wie der Islam in nicht-muslimischen Gesellschaften verstanden und praktiziert werden kann“.

### Weitere Schriften
In Übersetzung aus dem Arabischen erschienen:
- The Scholar and the Tyrant: An Historical Play: The Story of Sa'id Ibn Jubayr and Hajjaj ibn Yusuf Awakening Publications 2002, ISBN 0-9537582-8-1 (Textauszug in englischer Übersetzung (Memento vom 17. Mai 2012 im Internet Archive) der Southeast Muslim Youth (SEMY) der Texas Dawah Conference 2006).
- Towards a Sound Awakening (Memento vom 7. April 2003 im Internet Archive). (gesammelte Artikel und Schriften ab 1954)
- Fiqh-al-Zakat, 1969 (Laws of the Obligatory Charity) 1. Band (PDF; 2,6 MB), 2. Band (PDF; 3,7 MB) translated by Monzer Kahf
- Al-Fatwā baina al-inḍibāṭ wa at-tasaiyub (Essay über Fatwas) Dar al-Sahwah, Cairo, 1988, ISBN 978-977-14-3133-6
- Priorities of the Islamic Movement in the Coming Phase, 1990 Cairo. Dar Al Nashr for Egyptian Universities. 1992. 285 Seiten ISBN 977-00-4083-5
- Islamic Awakening between Rejection and Extremism 1991, ISBN 0-912463-52-X, (al-Sahwa al-Islamiya bayna al-juhud wa al-tataruf, 1984)
- The Sunnah: A Source of Civilization, 1997, übersetzt von El-Falah
- The Status of Women in Islam, 1997, übersetzt von Mohammed Gemeaah
- Diversion and Arts In Islam (Memento vom 9. Mai 2005 im Internet Archive), 1998, translated by Rawah El-Khatib
- Min Fiqh ad-Daula fī l-Islām: makānatuhā .. maʿālimuhā .. ṭabīʿatuhā, mauqifuhā min ad-dīmuqrāṭīya wa-t-taʿaddudīya wa-l-marʾa wa-ġair al-Muslimīn („Die Jurisprudenz des Staates im Islam: Ihre Stellung, Wesenszüge, Natur und ihre Position gegenüber Demokratie, Pluralismus, der Frau und Nicht-Muslimen“), veröffentlicht erstmals 1997 in Kairo.[36]
- aṣ-Ṣaḥwa al-islāmīya min al-murāhaqa ilā r-rušd („Das islamische Erwachen von der Adoleszenz zur Reife“), veröffentlicht 2002 in Kairo.[37]

## Positionen zu politischen, gesellschaftlichen und rechtlichen Fragen

### Der Islamische Staat und die Demokratie
Al-Qaradāwī hält es für notwendig, einen islamischen Staat aufzubauen. In seinem Traktat über „Die Jurisprudenz des Staates im Islam“ verwahrt er sich jedoch gegen die Vorstellung, dass der islamische Staat, zu dem er aufruft, ein „religiöser Staat“ sei, d. h. theokratische Züge trage. Vielmehr handele es sich bei dem islamischen Staat um einen „zivilen Staat“ (daula madanīya). Er stehe auf der Grundlage der Wahl (iḫtiyār), der Baiʿa und der Schūrā. Der Herrscher sei gegenüber der Umma verantwortlich. Jedes Individuum aus dem Volk habe das Recht, dem Herrscher Ratschläge zu erteilen und das Rechte zu gebieten und das Verwerfliche zu verbieten, weil der Islam dies als eine kollektive Pflicht der Muslime betrachte.
Der Herrscher, Imam oder Kalif ist, wie al-Qaradāwī meint, im Islam nicht Bevollmächtigter Gottes, sondern Bevollmächtigter der Umma. Sie ist es, die ihn auswählt, und sie ist es auch, die ihn kontrolliert, zur Rechenschaft zieht und absetzt, wenn dies notwendig ist. Da es den Muslimen erlaubt sei, Ideen und Methoden von Nicht-Muslimen zu übernehmen, solange diese nicht im Widerspruch zur Scharia stehen, dürften sie auch die Demokratie und ihre Mechanismen übernehmen, soweit sie für sie passen. Doch dürften die Muslime nicht die Philosophie der Demokratie übernehmen, die das Verbotene erlaubt und das Erlaubte verboten mache. Demokratie im islamischen Sinne meine, dass das Volk das Recht habe, die Herrscher abzusetzen, wenn sie zur Begehung von Sünden auffordern oder vom rechten Weg abweichen und despotisch werden, so dass sie nicht mehr auf guten Rat und Ermahnung hören.

### Säkularismus und Apostasie
Den Säkularismus lehnt al-Qaradāwī strikt ab. So sagt er in einer seiner Schriften: 
„Der Säkularismus mag in einer christlichen Gesellschaft akzeptiert werden, aber er wird niemals allgemeine Anerkennung in einer islamischen finden. Das Christentum enthält nichts wie die Scharia oder eine ähnliche Weltanschauung, zu der seine Anhänger verpflichtet sind. … Im übrigen haben Westler, insbesondere Christen, gute Gründe dafür, ein säkulares Herrschaftssystem einem religiösen vorzuziehen. Denn ihre (historischen) Erfahrungen mit religiösen Herrschern, so wie sie diese erfahren haben, bedeuteten eine Herrschaft von Klerikern, eine despotische Autorität der Kirche, mit daraus folgenden Geboten zur Exkommunikation und Leistungen zum Sündenerlaß, also Ablassbriefen. In einer muslimischen Gesellschaft würde die Anerkennung des Säkularismus etwas völlig Verschiedenes bedeuten. Da der Islam einen Zusammenhang von Gottesdienst (Ibada) und Gesetzgebung (Scharia) darstellt, würde die Anerkennung des S. die Aufgabe der Scharia bedeuten, also eine Ablehnung der göttlichen Führung und eine Zurückweisung von Allahs Weisungen. Es ist eine falsche Behauptung, die Scharia würde nicht zu den Ansprüchen des modernen Lebens passen. Würde man akzeptieren, dass Gesetze von Menschen gemacht werden, so hieße das, der Menschen begrenztes Wissen und ihre begrenzte Erfahrung einer göttlichen Führung vorzuziehen. … Daher ist der Ruf nach dem Säkularismus unter Muslimen Atheismus und ein Verwerfen des Islam. Würde man ihn als Grundlage einer Herrschaft anerkennen, anstatt der Scharia, so wäre das ein absoluter Abfall vom Islam. Wenn die Massen in der muslimischen Welt dazu schweigen, so ist das eine große Sünde und ein ganz klarer Akt des Ungehorsams. … (Der christliche Gott) ist ein hilfloser Gott, wie Will Durant es formuliert hat.“ 
Säkulare Herrscher, die ihre Feindschaft zur Scharia des Islams offen zum Ausdruck bringen, müssen al-Qaradāwī zufolge bekämpft werden. Allerdings empfiehlt er den Muslimen, dabei auf friedliche Mittel zu setzen und die demokratische Mechanismen des Wandels zu nutzen.
Al-Qaradāwī befürwortet die Todesstrafe für „Abkehr vom Islam, nachdem man ihn freiwillig angenommen hat und später auf solche Art offene Auflehnung kundtut, die die Zusammengehörigkeit der muslimischen Gemeinschaft bedroht“. Da er allerdings Selbstjustiz ablehnt, findet Schirrmacher seine Forderung nach der Todesstrafe für den Abfall vom Islam letztlich absurd, denn in den westlichen Ländern und den meisten islamisch geprägten Staaten ist ein Gerichtsverfahren wegen Apostasie nicht möglich. Er sieht in öffentlich und vor laufenden Kameras stattfindenden Taufen ehemaliger Muslime, wie etwa bei Magdi Allam, einen „provokativen und feindseligen Akt gegen Muslime“.

### Rechtsdenken
Yūsuf al-Qaradāwī ist ein wichtiger Vordenker des Fiqh al-aqallīyāt, eines Konzeptes der islamischen Rechtstheorie, das darauf abzielt, durch Rückgriff auf Idschtihād, also Findung von Normen durch eigenständige Urteilsbemühung, ein neues System islamischer Verhaltensnormen zu entwickeln, das Lösungen für die speziellen ethischen und religiösen Probleme der in den westlichen Ländern lebenden muslimischen Minderheiten bietet. Wichtig in seinem Denken ist außerdem das Konzept des allgemeinen Interesses (maṣlaḥa). Darunter versteht er all das, was das Leben für Menschen erleichtert und im sozialen Miteinander leitet.
Von überragender Bedeutung in seinem Denken ist darüber hinaus das Konzept der Wasaṭīya („Zentrismus, Mittelweg“), das für ihn Mäßigung (iʿtidāl), Ausgewogenheit (taʿādul, tawāzun) und die Beschreitung eines Mittelweges (tawassuṭ) zwischen religiösem Extremismus und Nachlässigkeit einschließt. Schon 1988 verwies er in einem Essay über Fatwas auf die Notwendigkeit, auf alle Rechtstraditionen gleichermaßen zurückzugreifen, und nannte diese undogmatisch erscheinende, korantreue Vorgehensweise den „Weg der Mitte“ (minhāǧ al-wasatīya).
Al-Qaradāwī vertrat die Auffassung, dass die Armenabgabe in nicht-muslimischen Ländern für den Bau von Moscheen, Schulen und Krankenhäusern verwendet werden dürfe, wofür er kritisiert wurde.

### Fragen von Gender und Sexualität
- Al-Qaradāwī hält die Todesstrafe für außerehelichen Geschlechtsverkehr für angemessen, „wenn mindestens vier rechtschaffene Leute Zeugen des tatsächlichen Geschlechtsverkehrs gewesen sind und vor Gericht bezeugen, dass sie es gesehen haben“.[45]
- Er ist der Ansicht, dass eine Ehefrau sich nicht gegen ihren Mann auflehnen darf. Versagen alle „guten Worte“ und „freundlichen Argumente“ des Mannes, um dieses Verhalten zu korrigieren, darf er seine Frau „leicht“ mit den Händen schlagen, „wobei er das Gesicht und andere empfindliche Stellen zu meiden hat“.[52] Diese Ansicht vertritt er auch in Erlaubtes und Verbotenes im Islam aus dem Jahr 1960.[52] 2004 stellte er jedoch klar, dass Frauen grundsätzlich nicht geschlagen werden dürften.[53]
- In Erlaubtes und Verbotenes im Islam befürwortet al-Qaradāwī die Todesstrafe bei „Unzucht“ (Zinā).[45]
- Er hält es für die Pflicht muslimischer Frauen, das Kopftuch zu tragen und Kleidung, die alles außer Gesicht und Händen bedecke. Der Ehemann müsse seiner Ehefrau dies befehlen und falls sie dem endgültig nicht folge und kinderlos sei, sich scheiden lassen.[54]
- Er hält das Ablegen des Kopftuchs für erlaubt, sofern es für die Ausführung einer „Märtyreroperation“ erfolgt und nicht um die weibliche Schönheit zu zeigen. Die Frau brauche in diesem speziellen Fall auch keinen mahram (männlichen Verwandten) zur Begleitung und nicht die Reiseerlaubnis ihres Ehemanns oder Vaters, da der Dschihad nach einer Besetzung zur individuellen Pflicht (Fard) werde.[55]
- Er befürwortet die Polygynie im Gegensatz zur Polyandrie, weil die Mehrehe der männlichen Natur entspräche.[56]
- Für interreligiöse Ehen (ausschließlich für muslimische Männer, nicht für muslimische Frauen) stellt er folgende vier Bedingungen: erstens müsse die Ehefrau eine praktizierende Anhängerin einer Buchreligion sein, zweitens müsse sie sittlich einwandfrei sein (was nach Qaradāwīs Ansicht die meisten Frauen dieser Religionen ausschließt), drittens dürfe es keine Jüdin (also Spionin) sein, außer wenn diese israelfeindlich eingestellt sei, und viertens dürfe keine Ehe geschlossen werden, falls der Mann nicht glaubensfest genug sei oder die islamische Erziehung der Kinder gefährdet wäre.[57]
- Er hat die Verstümmelung weiblicher Genitalien islamisch gerechtfertigt – sie sei nach verschiedenen Rechtsschulen Pflicht (Fard), empfohlen (Sunna) oder erlaubt (Mubah). Er selbst halte sie für erlaubt; jedoch (unter Berufung auf einen schwachen Hadith) solle „nur ein kleiner Teil geschnitten“ werden.[58] Qaradāwī nahm an einer internationalen Konferenz der al-Azhar-Universität teil, die am 23. November 2006 einen Beschluss veröffentlichte, der die Genitalverstümmelung ablehnt.[59] Ende Juni 2007 wurde ein ägyptisches Gesetz von 1997, welches die Genitalverstümmelung untersagte, aber viele Ausnahmen zuließ, durch einen Erlass zum ausnahmslosen Verbot ersetzt.[60] Qaradāwī hat auch danach seine persönliche Unterstützung erklärt für diejenigen, die Genitalverstümmelung „im Interesse ihrer Töchter“ für richtig halten.[61] Nach einem Gespräch mit dem Menschenrechtler Rüdiger Nehberg und dem österreichischen Muslimvertreter Tarafa Baghajati in Doha im März 2009 verfasste Qaradāwī erstmals eine eindeutige Fatwa gegen weibliche Genitalverstümmelung, in welcher er diese als Werk des Teufels bezeichnete.[62]
- Al-Qaradāwī hält Homosexualität für eine „geschlechtliche Abartigkeit“. Als Strafe hierfür wird dieselbe wie für Prostitution nahegelegt, was seinen Ausführungen zufolge 100 Peitschenhiebe bedeutete.[63] 2004 sagte er in einem Interview, dass er gegenüber Homosexuellen die gleiche Haltung vertrete wie der Papst.[53]

### Arabisch-israelischer Konflikt
- Al-Qaradāwī billigt Selbstmordattentate im Kampf der Palästinenser gegen Israel als erlaubten Märtyrertod und sieht in ihnen in einem solchen Fall nicht den auch im Islam streng verbotenen Suizid. Er hat in zahlreichen Interviews und Fernsehsendungen seine Ansicht verbreitet, dass Selbstmordattentate in Israel islamisch gerechtfertigt seien.[64][65] Qaradāwī erklärt dabei Frauen und Kinder für nicht schützenswert, da die ganze israelische Gesellschaft militarisiert sei,[66] genau so wenig wie deren Eigentum: „Es ist durch islamisches Recht festgelegt, dass Blut und Gut der Menschen des Dār al-Harb nicht geschützt sind. Denn sie kämpfen gegen die Muslime und sind ihnen feindlich gesinnt, sie haben den Schutz ihres Blutes und Gutes verwirkt“.[67]
- Er glorifiziert den Holocaust als „Allahs Weise der verheerenden Rache“ an den Juden und präsentierte Filmaufnahmen der grausamsten Nazi-Untaten als das Verhalten, das Allah von gläubigen Muslimen erwarte. Weil die Juden angeblich Korruption weit verbreiteten, hätten sie den Herrschern keine Wahl gelassen, als sie zu vernichten. Er stellte abgebildete lebende und tote jüdische KZ-Häftlinge als Unterdrücker, ihre Ermordung als Rache der Unterdrückten dar.[68]
- Er stimmt die Muslime auf einen erneuten Holocaust in der Zukunft ein: „So Gott will, wird das nächste Mal diese [sc. Strafe Gottes] durch die Hand der Gläubigen erfolgen.“[69] Zudem bezeichnet er die Juden als Feinde Gottes.[70] Während einer Predigt forderte er: „Oh Allah, nimm diese unterdrückerische jüdisch-zionistische Bande […] nimm nicht einen von ihnen aus. Zähle sie und töte sie, bis zum allerletzten.“[71] Zur Frage nach der Einbeziehung von Juden in die Konferenz für islamisch-christlichen Dialog in Doha im Mai 2004 sagte Al-Qaradāwī: „Es gibt keinen Dialog zwischen uns, mit Ausnahme von Schwert und Gewehr.“

### Sonstiges
- Al-Qaradāwī erklärt Statuen als islamisch verboten (harām), einschließlich altägyptischer Statuen, aber mit Ausnahme von Puppen und Schokoladenfiguren.[72]

## Terrorliste arabischer Staaten (2017)
Seit Juni 2017 steht Yusuf al-Qaradawi auf der „Terrorliste“ der Regierungen Saudi-Arabiens, Ägyptens, der Vereinigten Arabischen Emirate und Bahrains.